# Коронельський бій (1914)
Коронельский бій, Бій біля Коронелу (англ. Battle of Coronel, нім. Seegefecht bei Coronel) — морський бій Першої світової війни, що розгорнувся між британськими та німецькими крейсерами 1 листопада 1914 року недалеко від чилійського порту Коронель.
Під час бою британська ескадра контр-адмірала Крістофера Кредока була розбита німецькою ескадрою графа Максиміліана фон Шпее. Німецькі крейсери, що мали перевагу в швидкості та артилерійському озброєнні, зайняли вигідну позицію та практично без втрат потопили броненосні крейсери «Гуд Хоуп» і «Монмут», разом з якими на дно пішли 1654 британських моряків, включаючи адмірала Кредока. «Глазго» і «Отранто» вдалося втекти.
Бій, ймовірно, відбувся в результаті серії непорозумінь. Жоден з адміралів не сподівався зустріти супротивника в повній силі. Після того, як вони зустрілися, Кредок зрозумів його наказом було боротися до кінця, незважаючи на обставини значною мірою були проти нього. Хоча Шпеє отримав легку перемогу, знищивши два ворожих броньованих крейсери маючи лише три людини поранених, цей бій також коштував йому половину запасів патронів, які неможливо було поповнити. Шок від Британських втрат призвів до негайної реакції та відправки більшої кількості судів, які, в свою чергу, знищили Шпеє і більшість його ескадри в битві біля Фолклендських островів.

## Передісторія
У жовтні 1914 Німецька Східно-Азійська крейсерська ескадра під командуванням віце-адмірала Шпеє перебазувалася в південну частину Тихого океану. Кораблі Шпее, що витіснялися з центральної частини Тихого океану британськими та японськими силами, 12 жовтня підійшли до острова Пасхи. Ескадра Шпеє складалася з броненосних крейсерів «Шарнгорст» і «Гнейзенау», легкого крейсера «Нюрнберг» та чотирьох вуглярів. Пізніше до них приєдналися легкі крейсери «Дрезден» і «Лейпциг» з трьома вуглярами, що діяли біля західних берегів Південної Америки. 18 жовтня ескадра вийшла до західних берегів Південної Америки — до Мас-а-фуеро.